# 17世紀南京
|        | 南京历史 |
| 世纪： | 11世纪南京 \| 12世纪南京 \| 13世纪南京 \| 14世纪南京 \| 15世纪南京 \| 16世纪南京 \| 17世纪南京 \| 18世纪南京 \| 19世纪南京 \| 20世纪南京 \| 21世纪南京 \| 22世纪南京 \| 23世纪南京 |

南京于1600年-1644年为明朝应天府管辖，1644年-1645年为南明首都，称南京或南都；1645年-1699年为清朝江宁府。

## 大事记

### 1600年代
- 1600年，徐光启赴南京，从利玛窦学习天文、历算及枪炮等，加入天主教，与利玛窦在南京合译《几何原本》，后又译 《泰西水法》、《测量法义》、《勾股义》等。
- 1606年，冬，刘天绪反。
- 1608年，五月，秦淮河竭，后大雨半月余，遇洪水，儒学棂星门被淹没，高淳舟入市，溧水荡民居，岁大饥。
- 1609年，南京进行火甲改革；利玛窦第三次至南京，在罗寺转弯处设堂传教。

### 1610年代
- 1611年，耶稣会南京教堂进行开堂弥撒。
- 1613年，李之藻在南京编译《同文算指前编》。
- 1616年，七月，南京教案发生。

### 1620年代
- 1624年，南京地震。
- 1626年，程春宇所著《士商类要》四卷由金陵文林阁唐锦池梓行。
- 1627年，应天府府尹周维京主持修府学；胡正言刻印《十竹斋画谱》。

### 1630年代
- 1630年，复社成员于金陵集会。
- 1636年，吴应箕等作《留都防乱公揭》，揭露阮大铖罪行；张献忠攻打浦口、六合，不胜而退。

### 1640年代
- 1640年，五月，南京旱，蝗灾，斗米千钱，人相食。
- 1642年，王岱舆著成《正教真诠》并刊行。
- 1644年，四月，史可法在浦口誓师勤王；五月，朱由崧在南京监国；五月十五日，朱由崧即帝位于武英殿，建元弘光；五月，分江北为四镇，史可法督师扬州。
- 1645年，二月，礼部失印，朱由崧下令重铸各衙门印，去“南京”二字；三月，南都太子案发生；五月，清军攻陷镇江，南京城闭，朱由崧带领太监逃至芜湖；五月十四日，清军攻至南京城下；五月十五日，南明官员出城投降，清军占领南京；六月，清廷发布剃发令，引发反清浪潮；闰六月十三日，派洪承畴南下招抚；闰六月二十八日，改应天府为江宁府；九月初四日，多铎率清军主力自江宁北返；十月，在江宁举行江南乡试，成克巩、刘肇国为正副主考官；十一月，巴山、康喀赖率八旗军驻守江宁；江宁织造局恢复生产。
- 1646年，正月，明瑞昌王率军进攻江宁神策门被清军击败；十二月，瑞昌王等于江宁被杀。
- 1647年，七月，马国柱任江南江西河南总督，驻江宁；函可在江宁被截获，函可案发生。
- 1649年，改江南江西河南总督为江南江西总督，驻江宁；江宁城东修筑满城。

### 1650年代
- 1650年，二月，改南京国子监为江宁府学；应天府学改为上元、江宁两县学。
- 1651年，顾炎武拜谒明孝陵。
- 1652年，侯方域重访江宁。
- 1654年，南明张明振率船深入长江，攻至江宁城外燕子矶。
- 1655年，改江南江西总督为江南总督，驻江宁。
- 1657年，丁酉科场案爆发。
- 1658年，三月，顺治帝亲自复试江南乡试举人；清廷处置丁酉科场案涉案人员。
- 1659年，四月，郑成功从浙江沿海率水陆大军北伐，六月二十六日抵达江宁城下，七月二十四日败退；罗马教廷传信部设南京代牧区，直接委派主教。

### 1660年代
- 1660年，重修并扩建江宁满城；高淳知县孟复生重建县学尊经阁。
- 1661年，七月，江南士绅40余人以通海罪名处死于江宁；江南右布政使由江宁移驻苏州。
- 1662年，江南总督兼管操江事务。
- 1663年，江南三织造改由内务府管理，曹玺任江宁织造；江宁知府陈开虞重修府学。
- 1664年，沈豹重修大报恩寺大殿。
- 1665年，改江南总督为江南江西总督，驻江宁。
- 1666年，江南左布政使金鋐等捐俸重修府学。
- 1667年，江南分省，江南左、右布政使改称安徽、江苏布政使；江宁府推官被裁撤。
- 1668年，江宁知府陈开虞主修的《江宁府志》付梓成书。
- 1669年，周亮工被罢官，岁暮邀江宁文人，组织盛会。

### 1670年代
- 1670年，九月，西新关税务归并龙江关，隶属工部。
- 1674年，九月，为防耿尽忠北上，康熙帝命喇布为扬威大将军，率军进驻江宁。
- 1679年，王概编绘《芥子园画谱》初集于江宁刻印刊行。

### 1680年代
- 1681年，江宁知府于成龙重修府学；于成龙主修的《江宁府志》刊刻成书；十二月，于成龙出任江南江西总督。
- 1682年，于成龙修府学。
- 1683年，右翼八旗军至江宁驻防；于成龙修府学。
- 1684年，十一月初一日，康熙帝第一次南巡江宁，初二日拜谒明孝陵、访明故宫、作《过金陵论》，初三日在教场检阅驻军，初四日离开；康熙《江南通志》在江宁刊刻成书；毕嘉神父在江宁创建神学院。
- 1689年，二月二十五日，康熙帝第二次南巡江宁，以江宁织造署为行宫，二十六日拜谒明孝陵；秋，孔尚任为作《桃花扇》，南下江宁搜求素材。

### 1690年代
- 1690年，傅拉塔增修江南贡院。
- 1692年，曹寅出任江宁织造。
- 1699年，四月初十日，康熙帝第三次南巡江宁，四月十六日离开。